# Gammarus desperatus
Gammarus desperatus је животињска врста класе Crustacea која припада реду Amphipoda. 

## Угроженост
Ова врста је крајње угрожена и у великој опасности од изумирања.

## Распрострањење
Врста има станиште у Мексику и Сједињеним Америчким Државама.

## Станиште
Станиште врсте су слатководна подручја. 